# Tonkin Highway
La Tonkin Highway est une autoroute de l'État d'Australie-Occidentale qui relie les banlieues nord-est et sud-est de Perth avec l'aéroport de Perth.